# Billenőszekrényes járművek

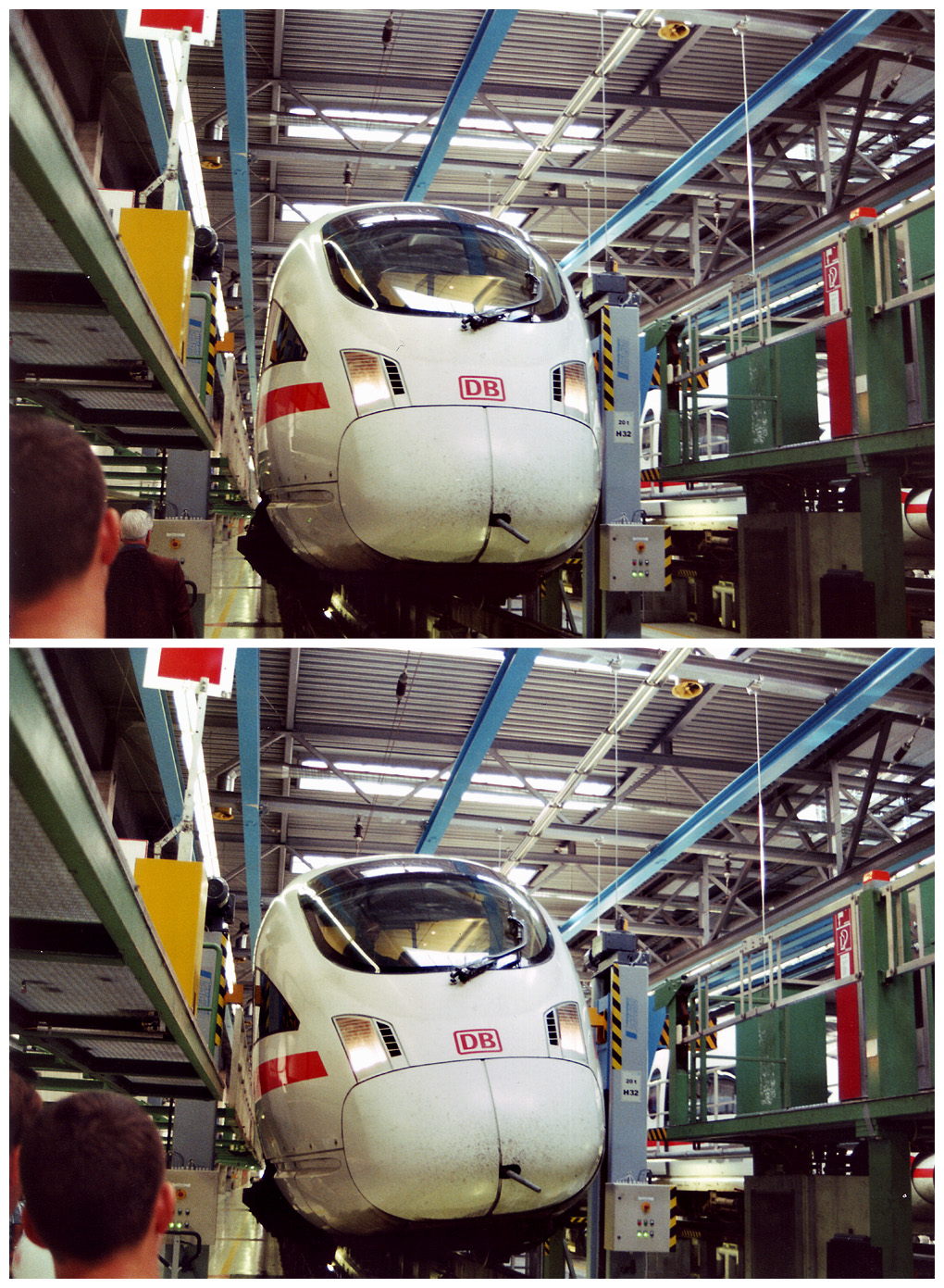
A DB ICE T típusú motorvonat egyenesen álló és bedöntött szekrénnyel (bemutató állóhelyzetben)

A billenőszekrényes járművek olyan (jellemzően vasúti) járművek, melyeknek a járműszekrénye az ívekben való minél nagyobb sebességű haladás érdekében az ív belső oldala felé bedől, illetve bedöntik azt.

## Technika
Két alapvető szekrénybillentési elvet különböztethetünk meg, a passzív és az aktív rendszert:
- A passzív szekrénybillentés esetén a járműszekrény a tömegközéppontja felett támaszkodik a futómű felfelé meghosszabbított részére. Ívbe behaladás esetén a centrifugális erő hatására a járműszekrény felfüggesztési pont alatti része kifelé, a fölötti része befelé billen. A lengéseket csillapítóelemek mérsékelik. Ezzel a módszerrel a szekrénybillenés szöge a függőlegeshez képest 3,5°-ra korlátozott, mely alacsonyabb az aktív rendszerekkel elérhető értéknél. A passzív szekrénybillentés mozdonyok szekrényénél nem alkalmazható. A kisebb billenési szög a jármű ívben haladási sebességének lényeges növelését nem teszi lehetővé, annak inkább csak utazásikomfort-növelő szerepe van. Előnye viszont az egyszerűbb szerkezeti kialakítás. Passzív szekrénybillentést alkalmaznak például a spanyol eredetű Talgo Pendular típusú járműveknél.
- Az aktív szekrénybillentésnél hidraulikus munkahengerek vagy elektromos szervóhajtások (villamos motorok és csavarorsós hajtóművek, melyek a forgómozgást lineárissá alakítják) biztosítják a kocsiszekrények billentését. Ezzel a módszerrel 8°-os billentés valósítható meg.

Aktív hidraulikus rendszerek közé tartozik a Fiat Ferroviaria (ma: Alstom) Pendolino-rendszere, míg aktív elektromos rendszer az Adtranz (ma: Bombardier) és a Siemens rendszere.
Az aktív rendszeren belül két jelentősebb alrendszert különböztetünk meg:
- Az autark rendszereknél a kocsiszekrény oldalgyorsulását szenzorok érzékelik és ezek adatai alapján vezérlik a szekrény billentését. Jelenleg szinte valamennyi alkalmazott aktív rendszer ebbe a csoportba tartozik.
- A tudásalapú rendszerek a szükséges billenési szöget a vonat pályán elfoglalt pillanatnyi helyzete alapján egy adatbázisból határozza meg. Ez a rendszer jelenleg még nem sorozatérett.

Léteznek vegyes rendszerek is, például Japánban, ahol az alapvetően passzív rendszert a bedőlés és a kiegyenesedés folyamán aktívan vezérlik.
A billenőszekrényes járművek alkalmazása a vasútüzemben összetett kihívás az infrastruktúra (vasúti pálya, felsővezeték, biztosítóberendezés) és a járművek egymáshoz való kölcsönös hangolásának igénye miatt. Mindkét elemnél a karbantartási költségek bizonyos növekedésével is számolni kell. Nem minden esetben gazdaságos tehát a billenőszekrényes járművek alkalmazása, azok alkalmazását körültekintő vizsgálatok kell, hogy megelőzzék.

## Példák

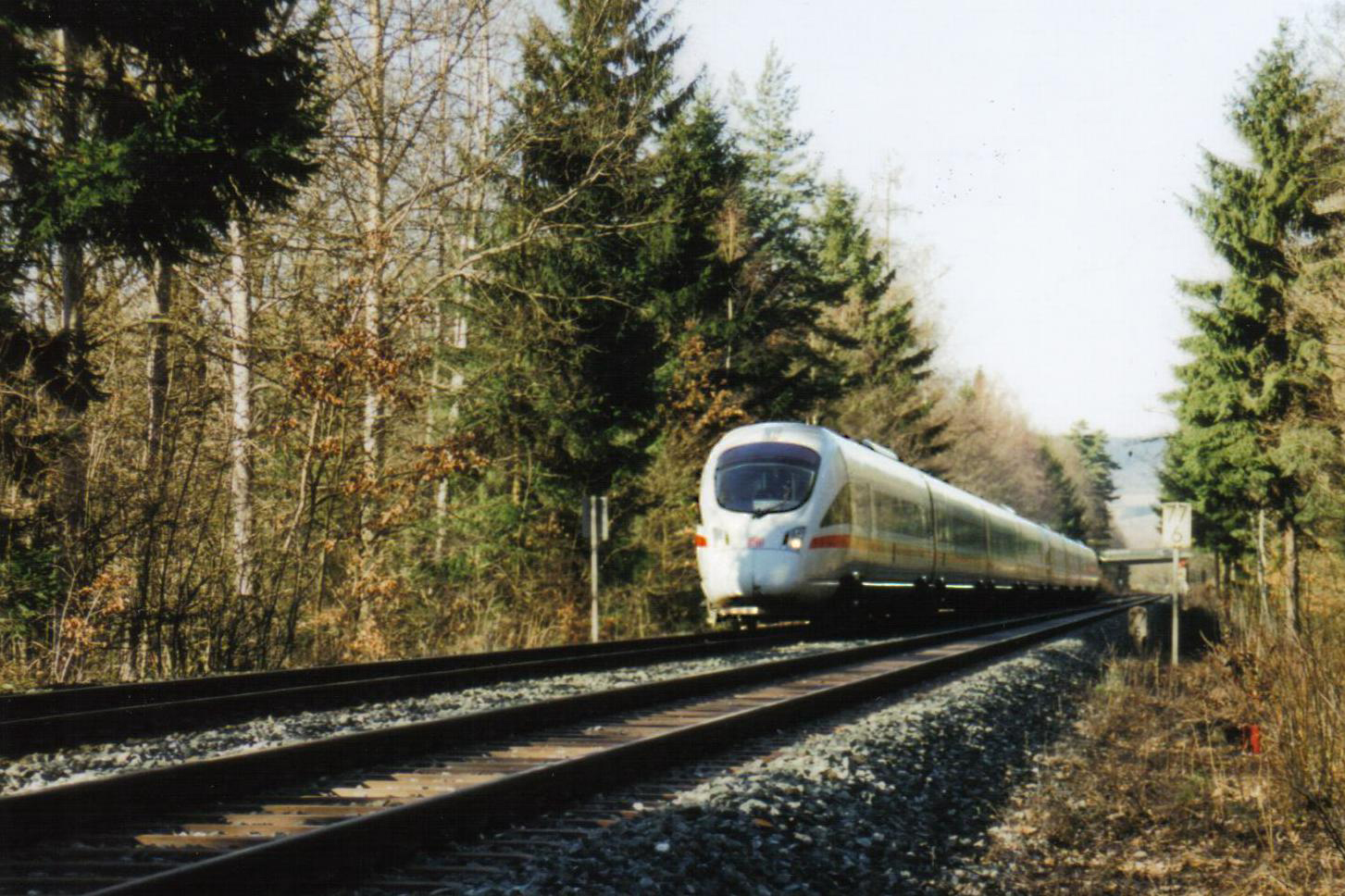
ICE TD

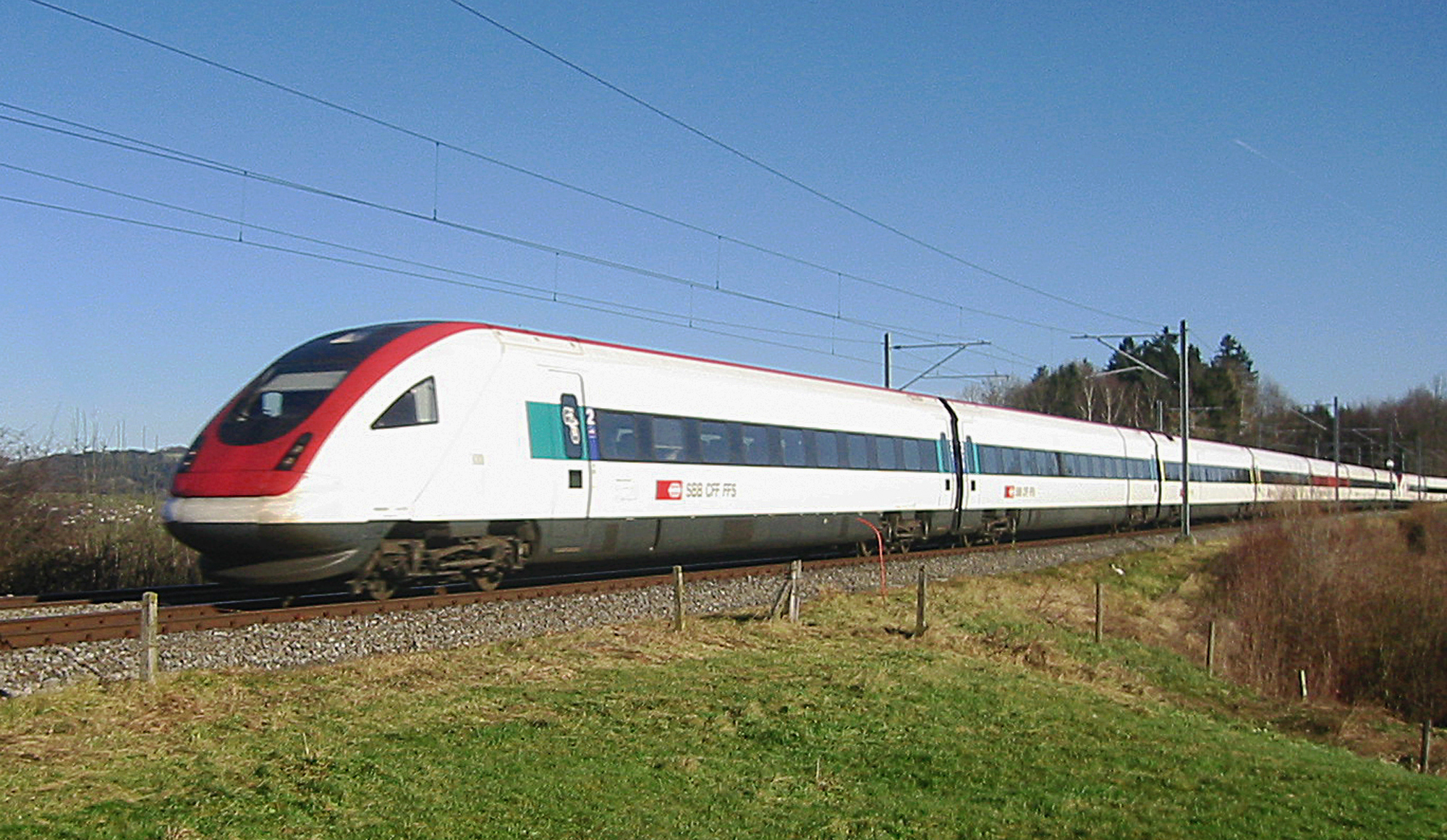
ICN (SBB RABDe 500)

### Távolsági forgalom
- Deutsche Bahn (DB) ICE T (Pendolino-rendszer) és ICE TD (a Siemens rendszere) (Németország)
- Cisalpino Zürich, Lugano és Milánó között (Pendolino-rendszer)
- Az SBB-CFF-FFS ICN (RABDe 500) motorvonata (Pendolino-rendszer) (Svájc)
- Trenitalia Pendolino ETR 460 sorozata  (Olaszország)
- SJ X2000-ese (Svédország)
- Talgo 350 Pendular (Spanyolország)
- Alaris (Pendolino-rendszer), (Spanyolország)
- NSB 93 (Norvégia)

### Helyi forgalom
- Deutsche Bahn (DB) DB 610 (Pendolino-rendszer) (Németország)
- Deutsche Bahn (DB) DB 611 és DB 612 (Adtranz-rendszer) (Németország)

## További alkalmazások
Távolabbi rokonok közé tartoznak a harckocsikon és hajókon alkalmazott lövegstabilizátorok (a pörgettyűs stabilizátorok kivételével). Közúti járművek xenonfényszóróinál is használnak hasonló elven működő, a fényszóró-beállítások stabilizálására szolgáló szerkezetet.

## Jelentősége

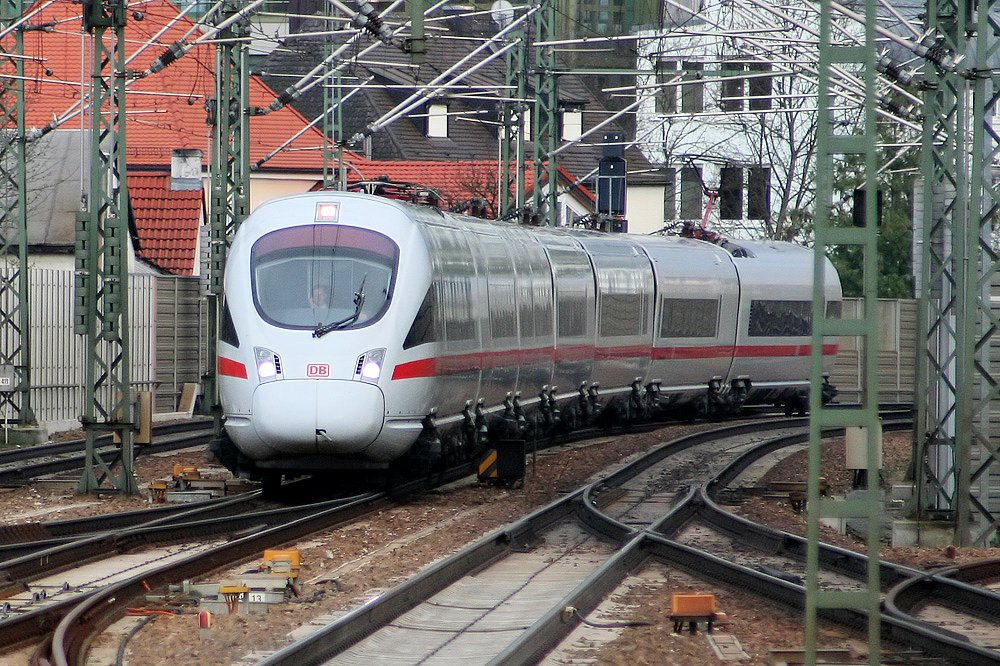
Egy ICE T halad kifelé egy ívből. Jól megfigyelhető az egyes kocsiszekrények eltérő billenési szöge

A szekrénybillentés lehetővé teszi, hogy a járművek szekrénye akár 8°-kal is az ív belseje felé billenjen, mely a járműre ható centrifugális erők hatását csökkenti és ívekben akár 30%-kal nagyobb sebesség alkalmazását teszi lehetővé anélkül, hogy az utasokra nagyobb oldalgyorsulás hatna. A billenőszekrényes járművek alkalmazásának célja tehát kizárólag az utaskomfort növelése, míg a futóművek fizikája nem változik, így az egyéb okokból érvényben lévő sebességkorlátozások ugyanúgy érvényesek. A billenőszekrényes vonatok a hagyományos vasúti pályákon teszik lehetővé a menetidő csökkentését. Például a Chemnitz és Lipcse között közlekedő 612 sorozatú dízel motorvonatok az 59 perces menetidőt 52 percre csökkentik. Ezzel új, nagyobb ívsugarú vasúti pálya építése feleslegessé válik, a régi pályán, változatlan vonalvezetéssel növelhető a sebesség.

## Mellékhatások
A billenőszekrényes járművek bevezetésével sokszor fellángol a vita, hogy mennyire és egyáltalán kiküszöbölhető-e az ilyen járműveknél az utasokra ható függőleges irányú mozgás okozta émelygés és tengeribetegség. A hatást befolyásolja a pálya vonalvezetése, így az átmeneti ívek hossza és az ívsugarak gyakorisága, másrészt az egyéni érzékenység is. Az erre hajlamos utasoknak mindenesetre ajánlott menetirányba nézve és nem ablak mellett ülve utazni.

## Története
A billenőszekrényes vonatok ötlete már az 1940-es években felmerült az Amerikai Egyesült Államokban. Az első kísérleteket az 1970-es években a spanyolok végezték a még tisztán mechanikus elvű Talgo Pendularokkal.
Németországban egy billenőszekrényes dízelmotorkocsival végezték az első kísérleteket az Ingolstadt–Treuchtlingen-vasútvonalon, azonban a Deutsche Bundesbahn és a német vasútijármű-ipar további hosszú évekig nem foglalkozott a rendszerrel (miután a légrugózáson alapuló rendszer kudarcnak bizonyult), ehelyett azt Olaszországban fejlesztették sorozatéretté és kezdték meg alkalmazását.